# Calcio ai Giochi della V Olimpiade
Il torneo di calcio della V Olimpiade fu il quarto torneo olimpico. Si svolse dal 29 giugno al 5 luglio 1912 in tre città (Stoccolma, Traneberg e Solna) e vide la vittoria per la seconda volta del Regno Unito.
Si disputò anche un torneo di consolazione per le squadre escluse dalla competizione per le medaglie che venne vinto dall'Ungheria. Qui si distinse il tedesco Gottfried Fuchs, autore di 10 reti nell'incontro con la Russia che eguagliò il record di reti segnate in un singolo incontro stabilito dal danese Sophus Nielsen a Londra 1908.
Con 11 partecipanti, questa edizione divenne - in quel momento - la più popolosa di sempre nella storia della competizione, battendo il precedente primato di 6 squadre fatto registrare a Londra 1908. Questo primato verrà poi battuto ad Anversa 1920. Tuttavia, con il crescere della popolarità e del prestigio del torneo olimpico, negli anni a seguire si iscrissero sempre più nazionali, cosa che portò - a posteriori - questa edizione a divenire la seconda meno popolosa di sempre nella storia del torneo (escludendo le prime due edizioni in quanto aperte a squadre di club): solo nell'edizione inaugurale di Londra 1908 ve ne furono di meno. Questo particolare primato verrà poi eguagliato a Melbourne 1956. Potevano essere impiegati solo calciatori dilettanti.

## Squadre partecipanti
Il Belgio si ritirò il 29 maggio 1912 - prima del sorteggio - in quanto credeva di avere una rosa poco competitiva, mentre la Francia si ritirò il 18 giugno 1912 per ragioni ignote ed a sorteggio già effettuato.
| Squadre     | Confederazione | Ultima apparizione | Miglior risultato          |
| ----------- | -------------- | ------------------ | -------------------------- |
| Austria     | nessuna        | Esordiente         | -                          |
| Danimarca   | nessuna        | Londra 1908        | Argento (Londra 1908)      |
| Finlandia   | nessuna        | Esordiente         | -                          |
| Germania    | nessuna        | Esordiente         | -                          |
| Italia      | nessuna        | Esordiente         | -                          |
| Norvegia    | nessuna        | Esordiente         | -                          |
| Paesi Bassi | nessuna        | Londra 1908        | Bronzo (Londra 1908)       |
| Regno Unito | nessuna        | Londra 1908        | Oro (Londra 1908)          |
| Russia      | nessuna        | Esordiente         | -                          |
| Svezia      | nessuna        | Londra 1908        | Quarto posto (Londra 1908) |
| Ungheria    | nessuna        | Esordiente         | -                          |

## Stadi
| Stoccolma                 | Stoccolma                | Stoccolma                |
| ------------------------- | ------------------------ | ------------------------ |
| Stockholm Olympic Stadium | Tranebergs Idrottsplats  | Råsunda IP               |
| Capacità: 33.000          | Capacità: non conosciuta | Capacità: non conosciuta |
|                           |                          |                          |

## Formula
Il torneo era strutturato interamente ad eliminazione diretta: quarti di finale, semifinali e finali. Danimarca, Regno Unito, Russia ed Ungheria ottennero la qualificazione diretta ai quarti di finale, mentre le altre dovettero disputare un turno di qualificazione. A seguito del ritiro della Francia - avvenuto a sorteggio già effettuato - la Norvegia (suo avversario) passò automaticamente il turno.
Si giocò poi un torneo di consolazione a cui ebbero accesso le perdenti del turno di qualificazione e quelle dei quarti di finale, anch'esso strutturato con una formula ad eliminazione diretta a partire dai quarti di finale. Con il già accennato ritiro della Francia, si disputò un incontro in meno nel turno di qualificazione e ciò si riflesse anche in questo torneo: mancava una squadra per completare il tabellone dei quarti di finale. Fu così che l'Ungheria guadagnò il diritto di partire dalle semifinali.

## Risultati

### Turno di qualificazione
| Arbitro: | Willing |

|           |           |                                                     |
| Jäger 35’ | Marcatori | 58’ Studnicka 62’ Neubauer 75’, 81’ Merz 89’ Cimera |

| Arbitro: | Meisl |

|                         |           |                                 |
| Bontadini 10’ Sardi 25’ | Marcatori | 2’ Öhman 40’ Soinio 105’ Wiberg |

| Arbitro: | Simmons |

|                                       |           |                              |
| Swensson 3’, 80’ Börjesson 62’ (rig.) | Marcatori | 28’, 52’ Bouvij 43’, 91’ Vos |

### Torneo olimpico
|  | Quarti di finale | Quarti di finale |             |           | Semifinali                | Semifinali                |  |  | Finale   | Finale |
|  |                  |                  |             |           |                           |                           |  |  |          |        |
|  | 30 giugno        |                  |             |           |                           |                           |  |  |          |        |
|  |                  |                  |             |           |                           |                           |  |  |          |        |
|  | Paesi Bassi      | 3                |             |           |                           |                           |  |  |          |        |
|  | Paesi Bassi      | 3                | 2 luglio    |           |                           |                           |  |  |          |        |
|  | Austria          | 1                |             |           |                           |                           |  |  |          |        |
|  | Austria          | 1                | Paesi Bassi | 1         |                           |                           |  |  |          |        |
|  | 30 giugno        |                  | Paesi Bassi | 1         |                           |                           |  |  |          |        |
|  |                  | Danimarca        | 4           |           |                           |                           |  |  |          |        |
|  | Danimarca        | Danimarca        | 4           | 7         |                           |                           |  |  |          |        |
|  | Danimarca        |                  | 4 luglio    | 7         |                           |                           |  |  |          |        |
|  | Norvegia         | 0                |             |           |                           |                           |  |  |          |        |
|  | Norvegia         | 0                | Danimarca   | 2         |                           |                           |  |  |          |        |
|  | 30 giugno        |                  | Danimarca   | 2         |                           |                           |  |  |          |        |
|  |                  | Regno Unito      | 4           |           |                           |                           |  |  |          |        |
|  | Regno Unito      | Regno Unito      | 4           | 7         |                           |                           |  |  |          |        |
|  | Regno Unito      | 2 luglio         |             | 7         |                           |                           |  |  |          |        |
|  | Ungheria         | 0                |             |           |                           |                           |  |  |          |        |
|  | Ungheria         | 0                | Regno Unito | 4         | Finale per il terzo posto | Finale per il terzo posto |  |  |          |        |
|  | 30 giugno        |                  | Regno Unito | 4         | Finale per il terzo posto | Finale per il terzo posto |  |  |          |        |
|  |                  | Finlandia        | 0           |           |                           |                           |  |  |          |        |
|  | Russia           | Finlandia        | 0           | 1         | Paesi Bassi               | 9                         |  |  |          |        |
|  | Russia           |                  |             | 1         | Paesi Bassi               | 9                         |  |  |          |        |
|  | Finlandia        | 2                |             | Finlandia | 0                         |                           |  |  |          |        |
|  | Finlandia        | 2                |             |           | 0                         |                           |  |  |          |        |
|  |                  |                  |             |           |                           |                           |  |  | 4 luglio |        |
|  |                  |                  |             |           |                           |                           |  |  |          |        |

#### Quarti di finale
| Arbitro: | Groothoff |

|                                                  |           |  |
| Walden 21’, 23’, 49’, 53’, 28’, 85’ Woodward 45’ | Marcatori |  |

| Arbitro: | Sjöblom |

|             |           |                      |
| Butusov 72’ | Marcatori | 30’ Wiberg 80’ Öhman |

| Arbitro: | Philip |

|                                |           |            |
| Bouvij 8’ ten Cate 12’ Vos 30’ | Marcatori | 41’ Müller |

| Arbitro: | Gelbord |

|                                                                       |           |  |
| Olsen 4’, 70’, 88’ Nielsen S. 60’, 85’ Wolfhagen 25’ Middelboe N. 37’ | Marcatori |  |

#### Semifinali
| Arbitro: | Herczog |

|                   |           |                                            |
| Hansen 85’ (aut.) | Marcatori | 7’ Jørgensen 14’, 65’ Olsen 37’ Nielsen P. |

| Arbitro: | Gelbord |

|                         |           |  |
| Walden 2’, 7’, 75’, 85’ | Marcatori |  |

#### Finale per il 3º posto
| Arbitro: | Sjöblom |

|                                                                      |           |  |
| Van der Sluis 24’, 57’ de Groot 28’, 86’ Vos 29’, 43’, 46’, 74’, 78’ | Marcatori |  |

#### Finale
| Arbitro: | Groothoff |

| |            |                                                                                   |
| Olsen 27’, 81’                                                                                           | Marcatori  | 10’ Walden 22’, 41’ Hoare 43’ Berry                                               |
| S. Hansen N. Middelboe H. Hansen Buchwald Jørgensen Berth O. Nielsen Thufason Olsen S. Nielsen Wolfhagen | Formazioni | Brebner Burn Knight McWhirter Littlewort Dines Berry Woodward Walden Hoare Sharpe |
| Østrup                                                                                                   | Allenatori | Birch                                                                             |

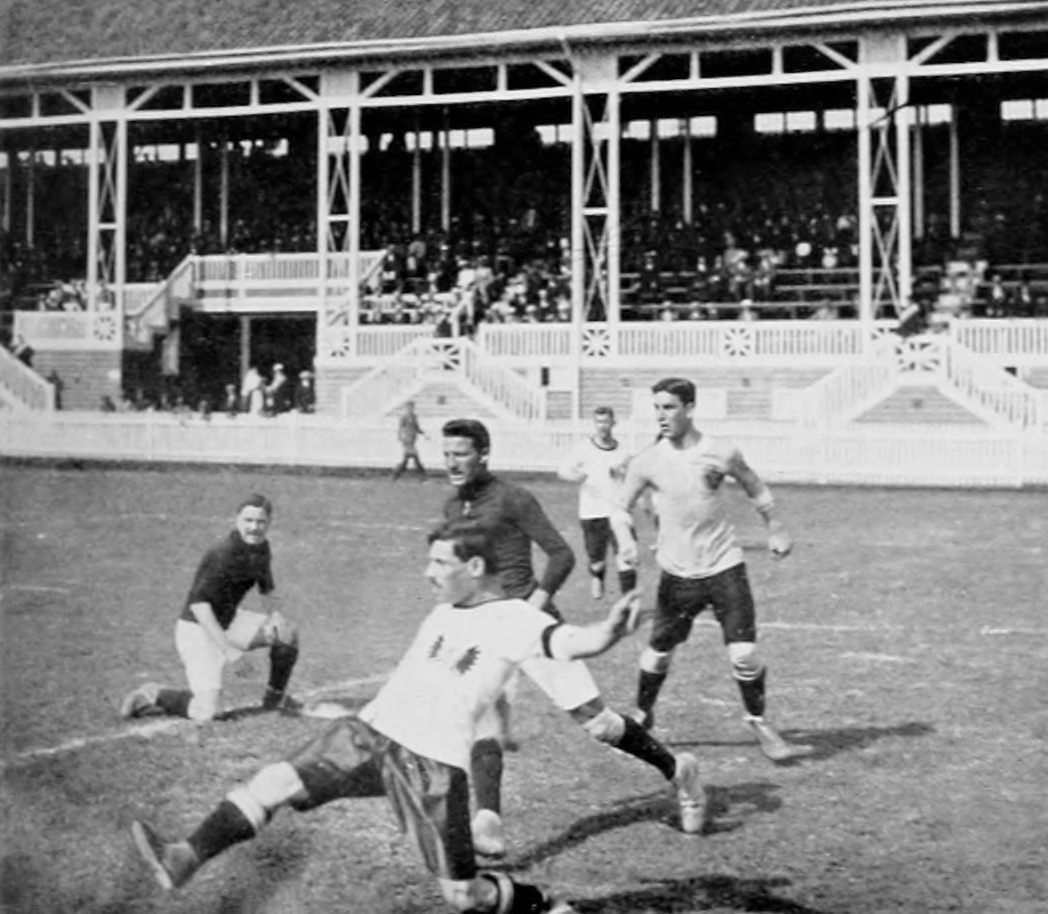
Primo Turno: Austria-Germania 5-1
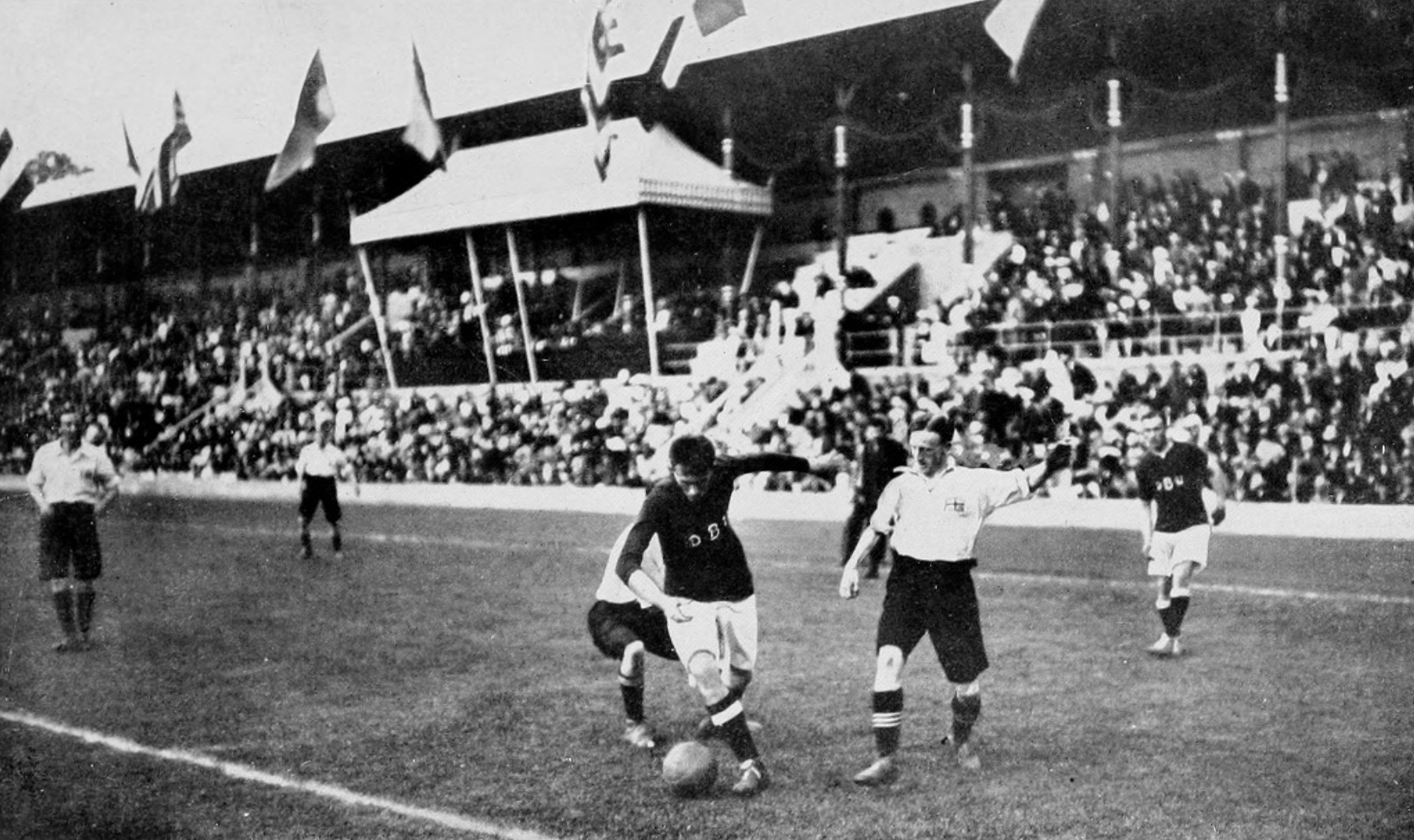
La Finale: il capitano danese Nils Middelboe (maglia scura) ostacolato da due avversari

### Torneo di consolazione
|  | Semifinali | Semifinali | Semifinali |         |          | Finale   | Finale | Finale |  |
|  |            |            |            |         |          |          |        |        |  |
|  | Germania   | Germania   | 1          |         |          |          |        |        |  |
|  | Germania   | Germania   | 1          |         |          |          |        |        |  |
|  | Ungheria   | Ungheria   | 3          |         |          |          |        |        |  |
|  | Ungheria   | Ungheria   | 3          |         | Ungheria | Ungheria | 3      |        |  |
|  |            |            |            |         | Ungheria | Ungheria | 3      |        |  |
|  |            |            | Austria    | Austria | 0        |          |        |        |  |
|  | Italia     | Italia     | Austria    | Austria | 0        | 1        |        |        |  |
|  | Italia     | Italia     |            |         |          |          |        |        |  |
|  | Austria    | Austria    | 5          |         |          |          |        |        |  |

#### Turno preliminare
| Arbitro: | Sjöblom |

|             |           |  |
| Neubauer 2’ | Marcatori |  |

| Arbitro: | Willing |

|  |           |               |
|  | Marcatori | 10’ Bontadini |

| Arbitro: | Groothoff |

| |           |  |
| Fuchs 2’, 9’, 21’, 28’, 34’, 46’, 51’, 55’, 65’, 69’ Förderer 6’, 27’, 53’, 66’ Burger 30’ Oberle 58’ | Marcatori |  |

#### Semifinali
| Arbitro: | Willing |

|             |           |                                                        |
| Berardo 81’ | Marcatori | 30’ Müller 40’, 89’ Grundwald 49’ Hussak 65’ Studnicka |

| Arbitro: | Groothoff |

|              |           |                        |
| Förderer 56’ | Marcatori | 3’, 39’, 82’ Schlosser |

#### Finale
| Arbitro: | Willing |

|                                     |           |  |
| Schlosser 32’ Pataki 63’ Bodnár 72’ | Marcatori |  |

## Podio
| 2º posto Danimarca | Campione olimpico di calcio maschile Regno Unito 2º titolo | 3º posto Paesi Bassi |

| Pos | Squadra     | Formazione |
| --- | ----------- | --- |
|     | Regno Unito | Regno UnitoP Bailey, P Brebner, D Burn, D Knight, D Martin, D McWhirter, C Dines, C Hanney, C Littlewort, C Stamper, C Wright, A Berry, A Dawe, A Hoare, A Sanders, A Sharpe, A Walden, A Woodward, CT: Birch                                                               |
|     | Danimarca   | DanimarcaP Drescher, P S. Hansen, D Buchwald, D Castella, D H. Hansen, C Berth, C Dyrberg, C Jørgensen, C Lykke, C Malmqvist, C Middelboe, A Christoffersen, A Morville, A P. Nielsen, A S. Nielsen, A O. Nielsen, A Olsen, A Petersen, A Thufason, A Wolfhagen, CT: Østrup |
|     | Paesi Bassi | Paesi BassiP Göbel, P van Eck, D Bouman, D Feith, D Wijnveldt, C Boutmy, C de Korver, C de Wolf, C Fortgens, C Lotsij, A Bouvij, A de Groot, A ten Cate, A van Breda Kolff, A van der Sluis, A von Heijden, A Vos, CT: Chadwick                                             |

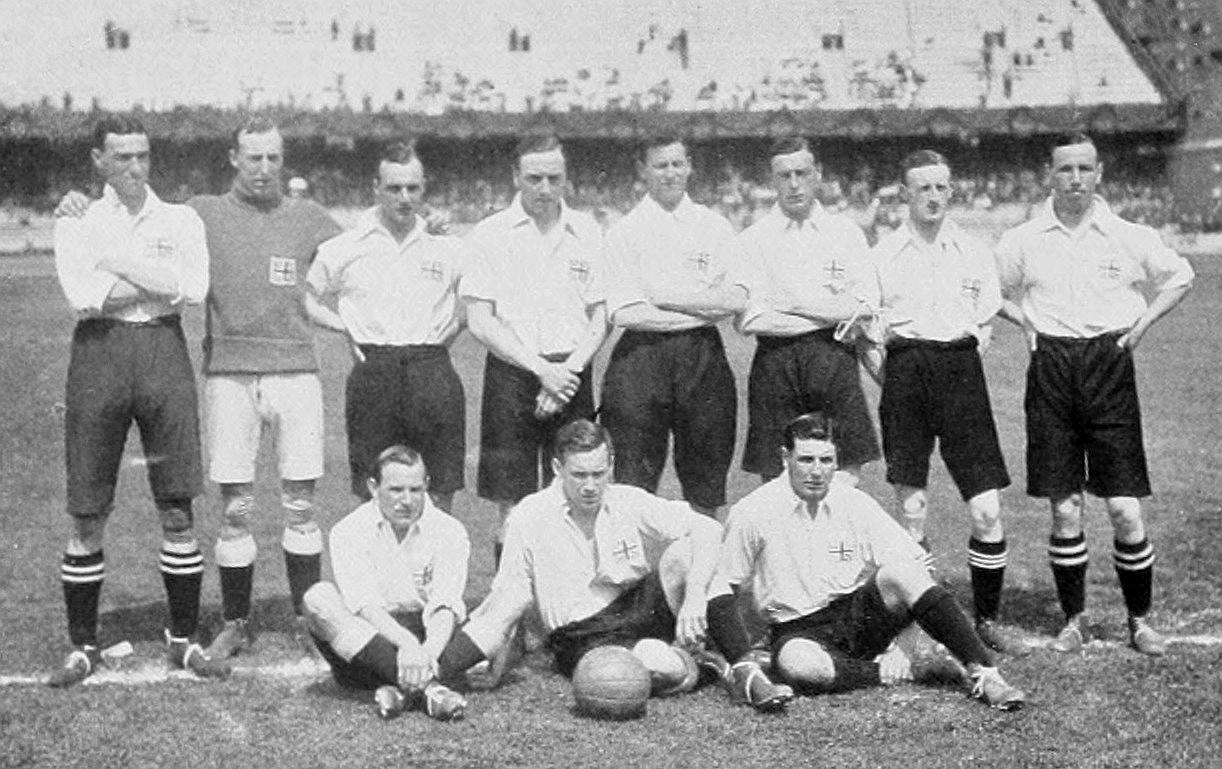
Gran Bretagna
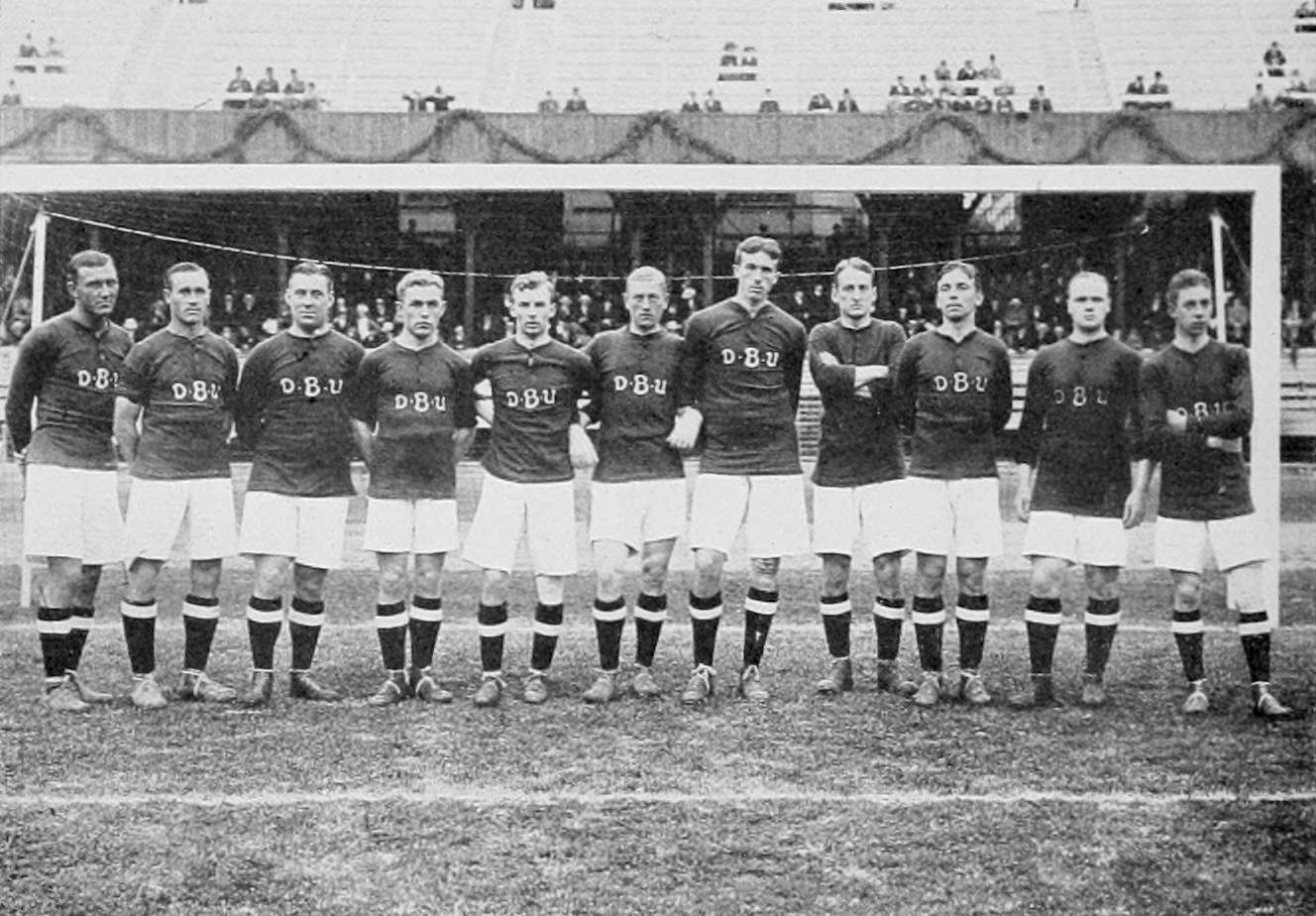
Danimarca. Da sin: Olsen, Nielsen S, Hansen H, Berth, Nielsen P, Hansen S, Middelboe, Buchwald, Nørland, Jørgensen, Wolfhagen
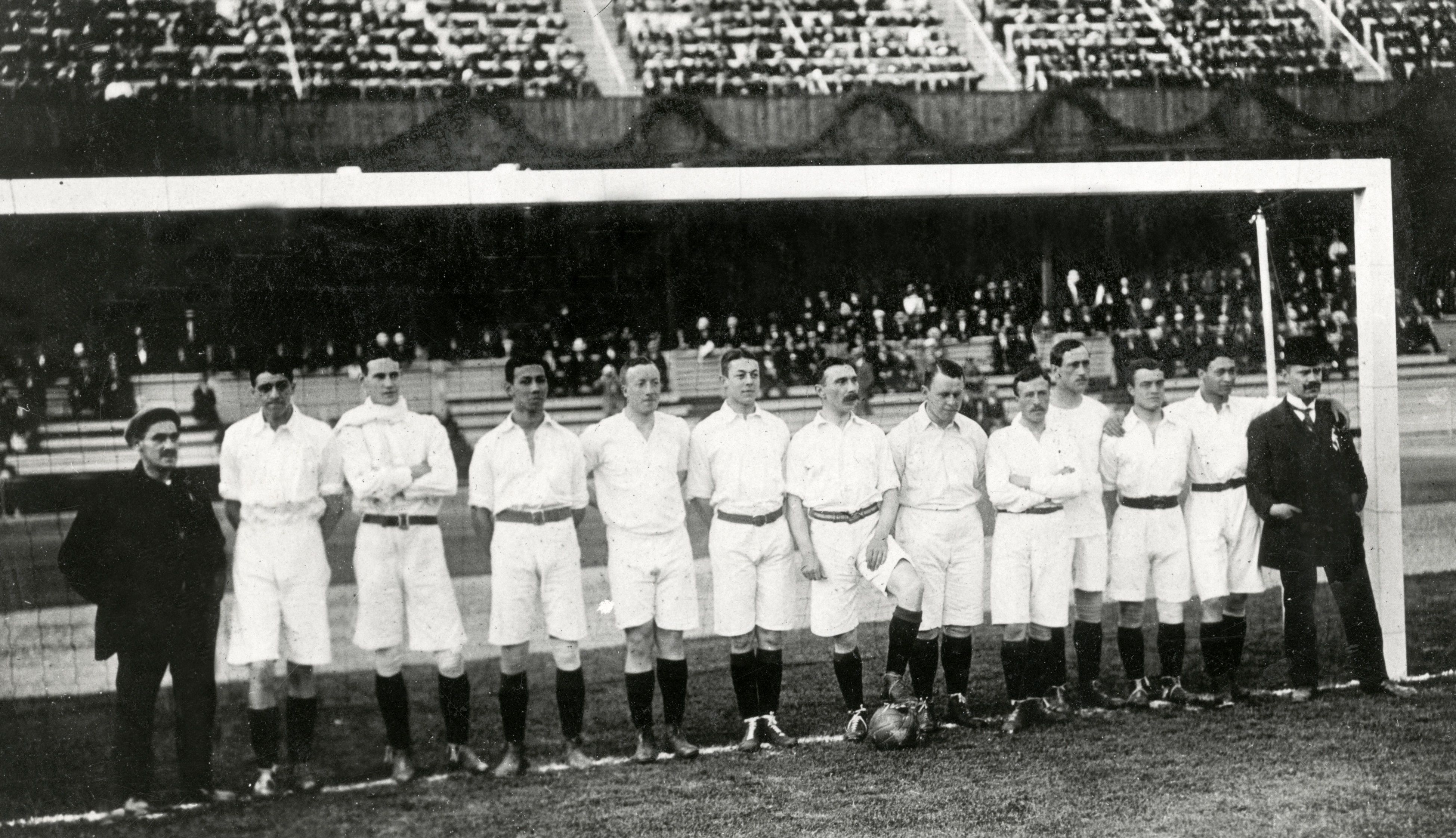
Paesi Bassi

## Classifica marcatori

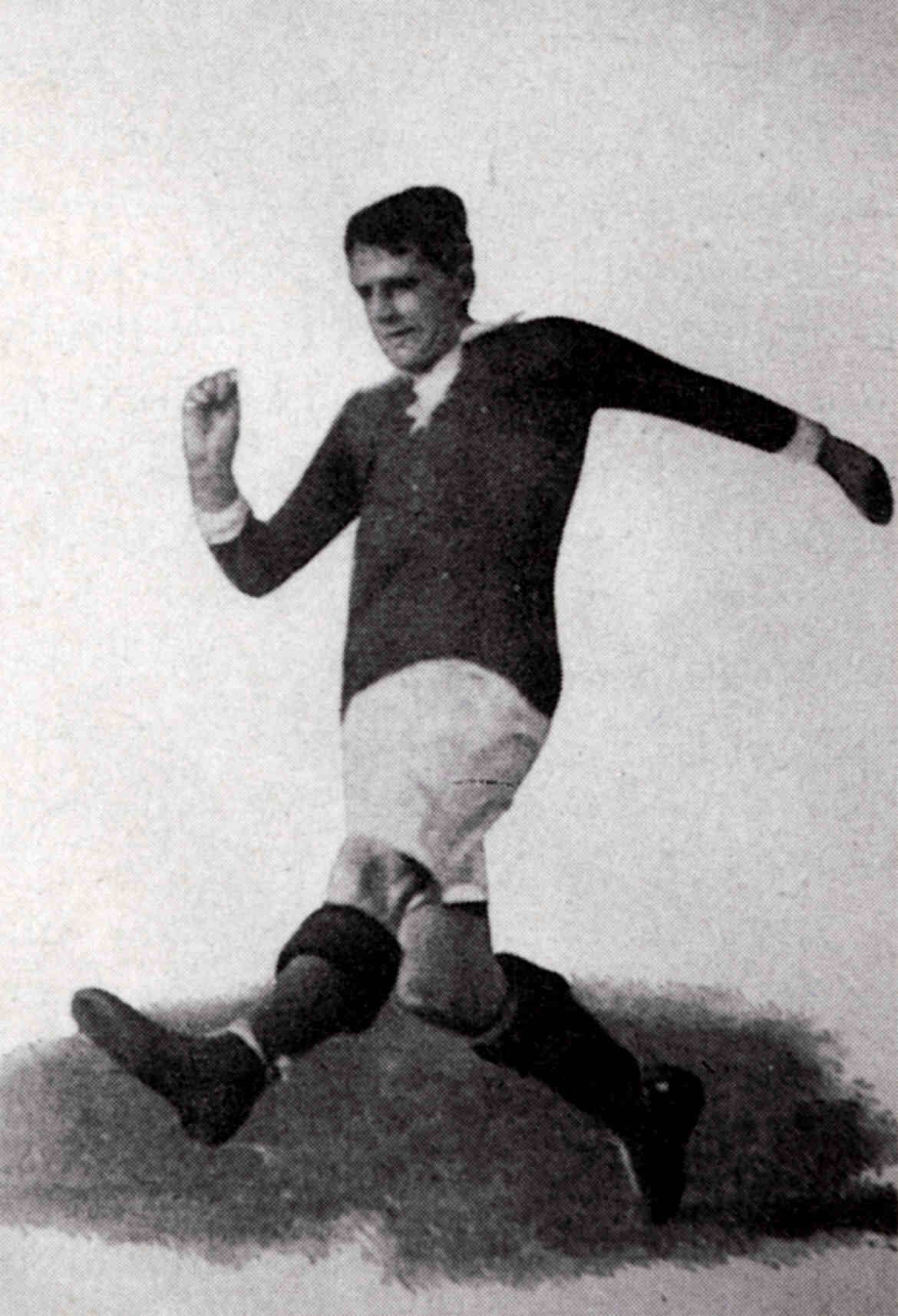
Il giocatore tedesco Gottfried Fuchs è stato il capocannoniere del torneo

10 reti
- Fuchs

9 reti
- Walden

8 reti
- Vos

7 reti
- Olsen A.

5 reti
- Förderer

4 reti
- Schlosser

3 reti
- Bouvij

2 reti
- Grundwald
- Merz
- Müller
- Neubauer
- Studnicka
- Nielsen S.
- Öhman
- Wiberg
- Bontadini
- de Groot
- Van der Slujs
- Hoare
- Swensson

1 rete
- Cimera
- Hussak
- Jørgensen
- Middelboe N.
- Nielsen P.
- Wolfhagen
- Soinio
- Burger
- Jäger
- Oberle
- Berardo
- Sardi

- ten Cate
- Berry
- Woodward
- Butusov
- Börjesson (1 rigore)
- Bodnár
- Pataki

Autoreti
- Hansen H. (1)